# William Birney
Pour les articles homonymes, voir Birney.
William Birney (28 mai 1819 - 14 août 1907) est un professeur, général de l'armée de l'Union au cours de la guerre de Sécession, avocat et auteur. Fervent abolitionniste, il est remarqué pour encourager des milliers de noirs libres à se joindre à l'armée de l'Union.
Birney est un fils de l'éminent leader abolionniste du Sud James G. Birney et le frère aîné du général de la guerre de Sécession David B. Birney. Un autre frère, James M. Birney, sert comme lieutenant-gouverneur du Michigan, dans les années 1860. Un cousin, Humphrey Marshall est membre du Congrès américain et général dans l'armée des États confédérés.

## Biographie

### Avant la guerre
William Birney naît le 28 mai 1819 dans la plantation de son père près de Huntsville, en Alabama. Il y grandit ainsi qu'à Danville, Kentucky. Birney fait ses études au Centre College et à l'Université de Yale et pratique le droit à Cincinnati, Ohio. Il vit ensuite pendant cinq ans en Europe, principalement sur le continent et en Angleterre. Pendant deux ans, il est professeur de littérature anglaise au collège de Bourges. Il prend une part active dans le mouvement révolutionnaire en France en 1848. Plus tard, il écrit de nombreux articles pour des journaux anglais et américains. De retour aux États-Unis en 1853, Birney crée un journal, le Daily Register, à Philadelphie.

### Guerre de Sécession
Lors du déclenchement de la guerre de Sécession, Birney entre dans l'armée de l'Union, le 22 mai 1861 comme capitaine dans le 1st New Jersey Infantry Regiment. Il participe d'abord à la première bataille de Bull Run. Promu commandant du 4th New Jersey Volunteers Infantry, il participe aux batailles du second Bull Run, de Chantilly, de Fredericksburg, et, en tant que colonel, de Chancellorsville. Il est blessé par deux fois, sans gravité, à la bataille de Fredericksburg, dont à la cheville par un fragment d'obus. Le 30 décembre 1862, il est envoyé à Alexandria pour prendre en charge les convalescents et les traînards.
En 1863-64, il est nommé comme l'un des trois surintendants chargé de l'enrôlement des troupes de couleur dans l'armée de l'Union, et à ce titre, organise sept régiments. Il est nommé colonel du 22nd U.S. Colored Troops. Le 9 juin 1863, il est nommé brigadier général des volontaires, avec une date de prise de rang au 22 mai 1863, et affecté dans le Maryland pour recruter plus de troupes noires,. En 1864, il marche avec ses régiments pour combattre en Caroline du Sud en tant que partie du département du Sud. Ils s'en sortent  mal, mais font beaucoup mieux lors des campagnes en Floride, y compris lors de la bataille d'Olustee.
La brigade de Birney est transférée en Virginie et rejoint d'autres régiments noirs pour former la troisième division du Xe corps sous le commandement du major général Benjamin F. Butler. Ils subissent une grave défaite à la bataille de Chaffin's Farm, mais jouent un rôle déterminant dans plusieurs combats le long des défenses de Richmond. En décembre 1864, les régiments noirs du Xe corps sont combinés avec ceux du XVIIIe corps pour former le nouveau XXV corps entièrement noir sous le commandement du major général Godfrey Weitzel. Les régiments de Birney deviennent la 2nd division du XXV corps, et participent aux derniers assauts pendant le siège de Petersburg au début de 1865. Il mène ensuite sa division à la poursuite de l'armée de Virginie du Nord de Robert E. Lee au cours de la campagne d'Appomattox. Birney quitte le service actif des volontaires le 24 août 1865.

### Après la guerre
Le 20 juillet 1866, le président des États-Unis Andrew Johnson nomme Birney pour l'attribution du brevet de major-général des volontaires avec une date de prise de rang au 13 mars 1865 et le Sénat des États-Unis confirme la nomination le 26 juillet 1866.
Birney réside en Floride pendant plusieurs années après la guerre, avant de déménager au nord en 1874, pour établir un cabinet d'avocats à Washington, DC. Il sert en tant que procureur général des États-Unis pour le District de Columbia, et écrit abondamment sur les sujets d'histoire et de religion. Il est l'auteur d'une biographie de son père, James G. Birney and His Times; the Genesis of the Republican Party, en 1890. Au fil des années, le séquelles de sa blessure à la cheville s'amplifient, avec notamment des effets sur son sommeil.
Birney meurt à son domicile à Forest Glen, dans le Maryland, le 14 août 1907, et est enterré dans le cimetière d'Oak Hill de Georgetown (Washington, DC).